# Galeus mincaronei
Galeus mincaronei es una especie de peces de la familia Scyliorhinidae en el orden de los Carcharhiniformes.

## Morfología
- Los machos pueden llegar alcanzar los 40,4 cm de longitud total.[2]

## Hábitat
Es un pez de mar y de clima tropical y habita en arrecifes de aguas profundas en el talud continental alcanzando profundidades de hasta hasta 430 m de profundidad.

## Distribución geográfica
Se encuentra al sur del Brasil.